# Erich Buschenhagen
Erich Buschenhagen (8 de diciembre de 1895 - 13 de septiembre de 1994) fue un general alemán en la Wehrmacht de la Alemania Nazi que comandó el LII Cuerpo durante la II Guerra Mundial. Fue condecorado con la Cruz de Caballero de la Cruz de Hierro con hojas de roble. Buschenhagen se rindió a las fuerzas soviéticas en agosto de 1944, después de la Segunda Ofensiva de Jassy-Kishinev y fue retenido en la Unión Soviética como criminal de guerra hasta octubre de 1955.

## Condecoraciones
- Cruz de Hierro – 2ª Clase (22 de noviembre de 1914) & 1ª Clase (7 de octubre de 1917)[1]
- Broche de la Cruz de Hierro – 2ª Clase (17 de septiembre de 1939) & 1ª Clase (26 de septiembre de 1939)[1]
- Cruz Alemana en Oro el 19 de julio de 1942 como Generalmajor en el AOK Norwegen[2]
- Cruz de Caballero de la Cruz de Hierro con Hojas de Roble
  - Cruz de Caballero el 5 de diciembre de 1943 como Generalleutnant y comandante de la 15. Infanterie Division[3]
  - Hojas de Roble el 4 de julio de 1944 como General der Infanterie y comandante del LII. Armeekorps[4]